# Shigemi Ishii
Shigemi Ishii (Japó, 7 de juliol de 1951), és un exfutbolista japonès.

## Selecció japonesa
Shigemi Ishii va disputar 15 partits amb la selecció japonesa.